# Инга съедобная
Кре́мовый боб, или Инга́ съедо́бная, или сахарный горошек (лат. Inga edulis) — вид растений рода Инга (Inga) семейства Бобовые (Fabaceae), произрастающий в странах Центральной и Южной Америки.

## Описание

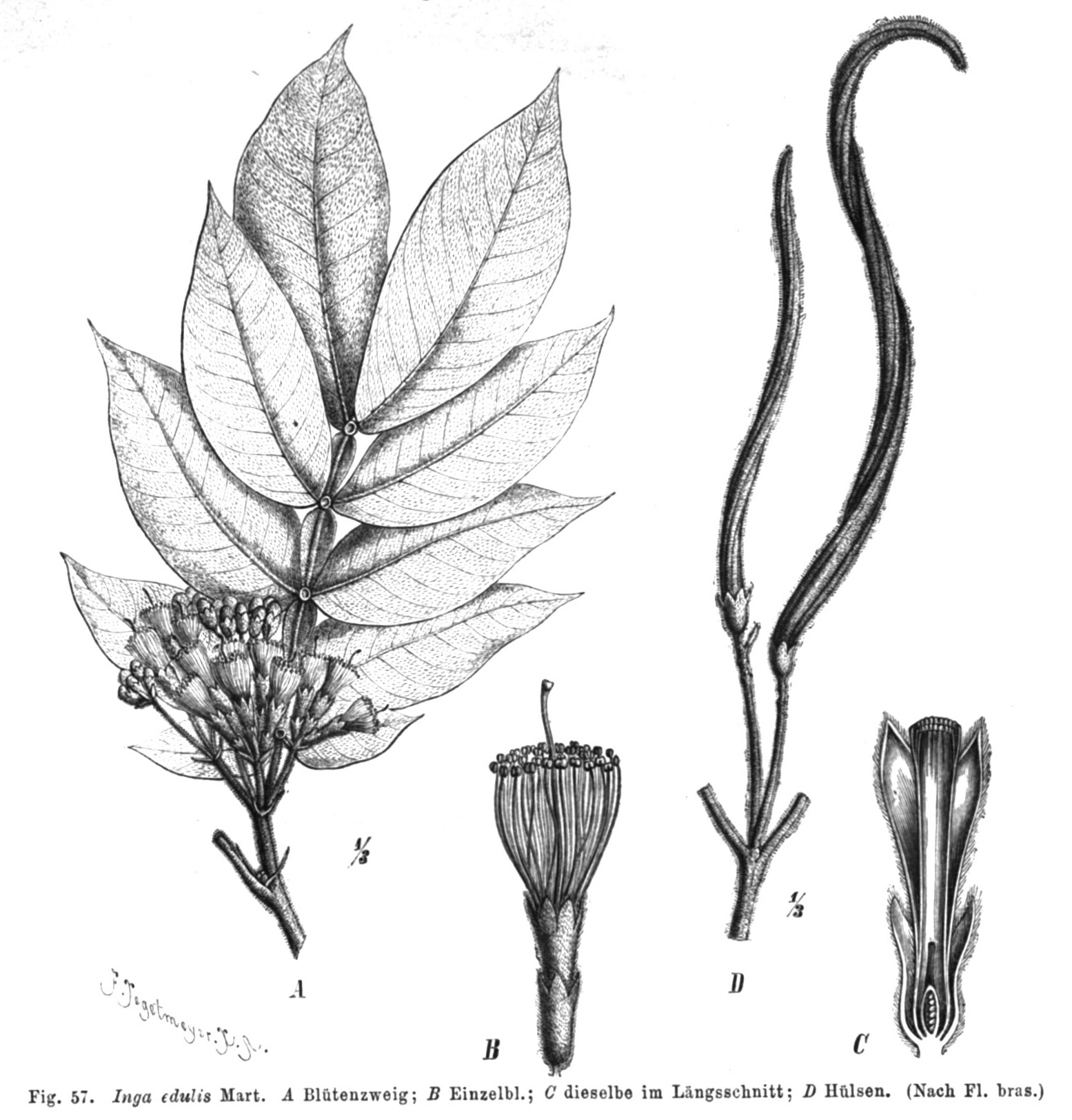
Ботаническая иллюстрация П. Г. В. Тауберта из книги Natürliche Pflanzenfamilien В. Энгельмана

Дерево высотой до 25 метров с широкой кроной. Листья перистосложные, состоящие из 4 пар овальных или яйцевидно-ланцетовидных тонкокожистых листочков.
Цветки белые или жёлтые, с трубчатыми чашечкой и венчиком, собраны в плотные метёлки до 7 см длиной. Тычинки длинные, сросшиеся внизу в трубочку, как и у всех растений, входящих в трибу Ingeae.
Плоды — цилиндрические бобы длиной до 1 метра, часто загнутые и скрученные, с продольно-бороздчатой поверхностью и бархатистым опушением. Кожура твёрдокожистая, внутри находятся довольно крупные семена от округлой до эллиптической формы, окружённые белой сочно-губчатой волокнистой пульпой. Семена начинают прорастать, когда плод находится ещё на дереве.

## Распространение
Родина растения — Центральная и Южная Америка. В настоящее время оно культивируется в Танзании, реже — в других тропических странах.

## Использование
Пульпу плодов, имеющую ванильный аромат и сладкий вкус, обычно едят в сыром виде. Кроме получения съедобных плодов, дерево выращивается также для создания искусственной тени на кофейных плантациях.